# Vladislav Kreida
Vladislav Kreida is een Estisch voetballer die speelt als middenvelder.

## Carrière
Kreida speelde voor de jeugd van Tallinna JK Legion en daarna voor FC Flora Tallinn. Voor de laatste maakte hij in 2018 zijn profdebuut. In 2021 werd hij voor de rest van het jaar uitgeleend aan de Zweedse club Helsingborgs IF. Het jaar erop werd hij opnieuw uitgeleend eerst aan NK Veres Rivne en daarna aan het Zweedse Skövde AIK.
In 2019 werd hij voor de eerste keer geselecteerd voor Estland.

## Statistieken
| Seizoen         | Club              | Land              | Competitie      | Competitie | Competitie | Beker | Beker | Europees | Europees | Totaal | Totaal |
| Seizoen         | Club              | Land              | Competitie      | Wed.       | Dlp.       | Wed.  | Dlp.  | Wed.     | Dlp.     | Wed.   | Dlp.   |
| --------------- | ----------------- | ----------------- | --------------- | ---------- | ---------- | ----- | ----- | -------- | -------- | ------ | ------ |
| 2018            | FC Flora Tallinn  | Vlag van Estland  | Meistriliiga    | 5          | 0          | 6     | 1     | —        | —        | 11     | 1      |
| 2019            | FC Flora Tallinn  | Vlag van Estland  | Meistriliiga    | 31         | 0          | 2     | 3     | 0        | 0        | 33     | 3      |
| 2020            | FC Flora Tallinn  | Vlag van Estland  | Meistriliiga    | 24         | 3          | 4     | 0     | 4        | 0        | 32     | 3      |
| 2021            | FC Flora Tallinn  | Vlag van Estland  | Meistriliiga    | 0          | 0          | 1     | 0     | 4        | 0        | 5      | 0      |
| 2021            | → Helsingborgs IF | Vlag van Zweden   | Superettan      | 21         | 0          | 3     | 0     | —        | —        | 24     | 0      |
| 2022            | → NK Veres Rivne  | Vlag van Oekraïne | Premjer Liha    | 0          | 0          | 0     | 0     | —        | —        | 0      | 0      |
| 2022            | → Skövde AIK      | Vlag van Zweden   | Superettan      | 7          | 0          | 0     | 0     | —        | —        | 7      | 0      |
| Carrière totaal | Carrière totaal   | Carrière totaal   | Carrière totaal | 88         | 3          | 16    | 4     | 8        | 0        | 112    | 7      |

## Erelijst
- FC Flora Tallinn
  - Landskampioen: 2019, 2020
  - Estische voetbalbeker: 2020
  - Estische supercup: 2020